# Anatoliurus
Genre
Anatoliurus est un genre de scorpions de la famille des Iuridae.

## Distribution
Les espèces de ce genre se rencontrent en Turquie et en Grèce à Kastellórizo.

## Liste des espèces
Selon The Scorpion Files (21/09/2022) :
- Anatoliurus kraepelini (von Ubisch, 1922)
- Anatoliurus kumlutasi (Yağmur, Soleglad, Fet & Kovařík, 2015)

## Systématique et taxinomie
Ce genre a été décrit par Parmakelis, Dimitriadou, Evdokia, Gkigkiza, Stathi, Fet, Yağmur et Kovařík en 2022 dans les Iuridae.

## Publication originale
- Parmakelis, Dimitriadou, Gkigkiza, Karampatsou, Stathi, Fet, Yağmur & Kovařík, 2022 : « The evolutionary history of the relict scorpion family Iuridae of the eastern Mediterranean. » Molecular Phylogenetics and Evolution, vol. 177, no 107622.